# La Fleur aux dents (album)
Pour l’article homonyme, voir La Fleur aux dents.
Albums de Joe Dassin
Joe Dassin (Les Champs-Élysées)
(1969) Joe Dassin (Elle était... Oh !)
(1971)
Singles
1. L'Amérique / Cécilia
Sortie : 1970
2. C'est bon l'amour / Au bout des rails
Sortie : 1970
3. L'Équipe à Jojo / La Fleur aux dents
Sortie : 1971
4. La Fleur aux dents / La Luzerne
Sortie : 1971
5. L'Équipe à Jojo / Le Portugais
Sortie : 1971

L'album Joe Dassin sorti en 1970 est le 4e album studio français du chanteur Joe Dassin. Il est communément appelé La Fleur aux dents. 

## Liste des chansons de l'album
| 1. | La Fleur aux dents                     | Joe Dassin, Claude Lemesle                  | 2:18 |
| 2. | L'Équipe à Jojo                        | Claude Lemesle                              | 3:08 |
| 3. | C'est bon l'amour (Cherry, Cherry)     | Neil Diamond                                | 2:30 |
| 4. | Le Portugais                           | Joe Dassin, Richelle Dassin, Pierre Delanoë | 2:40 |
| 5. | Le Grand Parking (Big Yellow Taxi)     | Joni Mitchell                               | 2:12 |
| 6. | Un garçon nommé Suzy (A Boy Named Sue) | Shel Silverstein                            | 3:08 |

| 7.  | Au bout des rails (Cracklin' Rosie)                          | Neil Diamond               | 2:52 |
| 8.  | La Luzerne                                                   | Joe Dassin, Pierre Delanoë | 2:37 |
| 9.  | Un petit air de musique (We're All Playing in the Same Band) | Bert Sommer                | 3:05 |
| 10. | Un cadeau de papa                                            | Joe Dassin, Claude Lemesle | 2:18 |
| 11. | Je la connais si bien                                        | Joe Dassin, Pierre Delanoë | 3:05 |
| 12. | L'Amérique (Yellow River)                                    | Jeffrey Christie           | 3:27 |